# Bezirk Żywiec

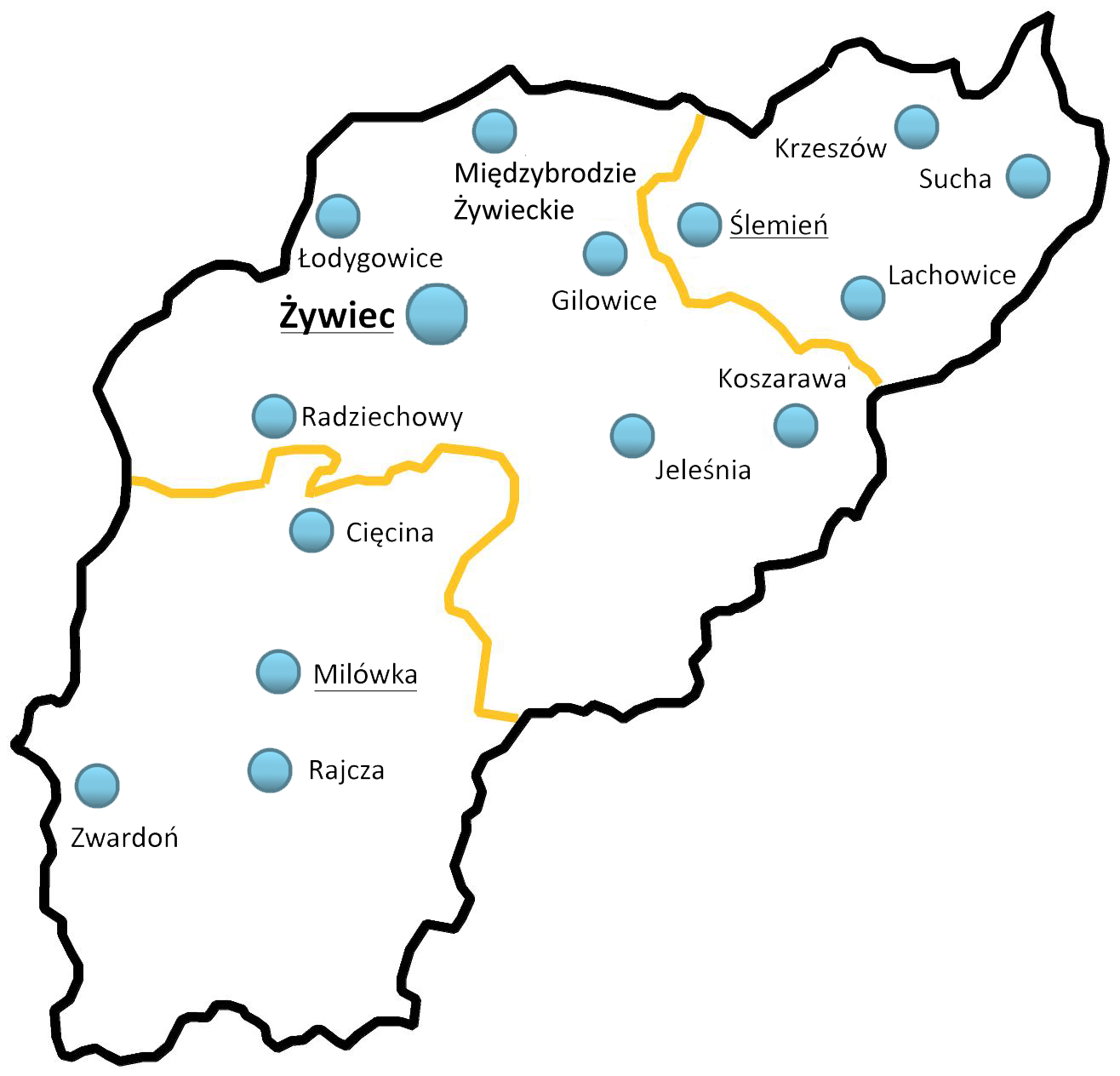
Bezirk Saybusch (1867–1920)

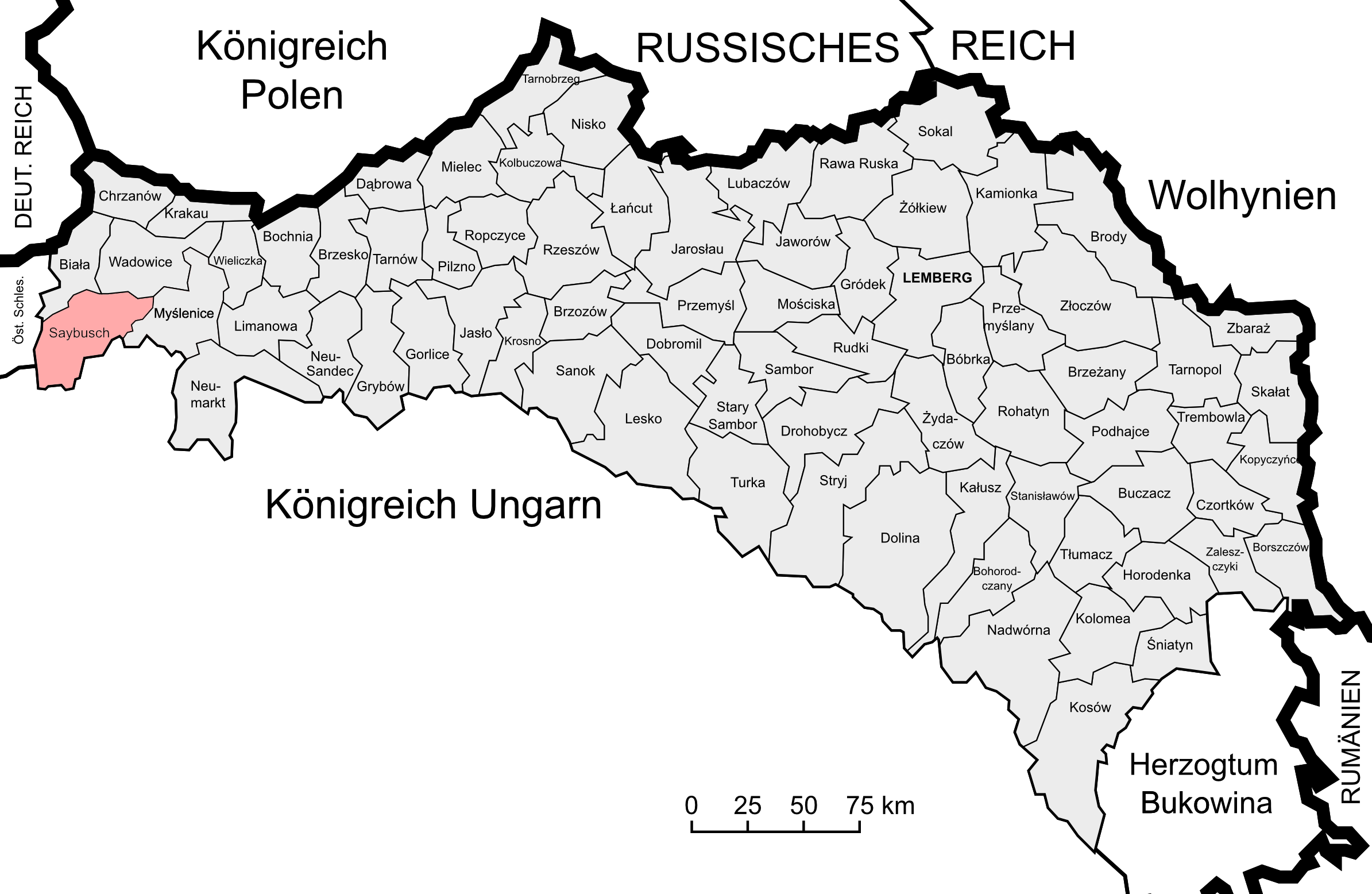
Lage des Bezirks Saybusch im Kronland Galizien und Lodomerien

Der Bezirk Żywiec (bis um 1900 auch Bezirk Saybusch) war ein politischer Bezirk im Kronland Galizien und Lodomerien. Sein Gebiet umfasste die am weitesten westlich gelegenen Teile Westgaliziens in der heutigen Woiwodschaft Schlesien und Kleinpolen, Sitz der Bezirkshauptmannschaft war die Stadt Żywiec (deutsch Saybusch).
Nach dem Ersten Weltkrieg musste Österreich den gesamten Bezirk an Polen abtreten. Er grenzte im Norden an den Bezirk Biała, im Nordosten an den Bezirk Wadowice, im Osten an den Bezirk Myślenice, im Süden an das Königreich Ungarn sowie im Westen an Österreichisch-Schlesien.

## Geschichte
Ein Vorläufer des späteren Bezirks (Verwaltungs- und Justizbehörde zugleich) wurde zum Ende des Jahres 1850 geschaffen, die Bezirkshauptmannschaft Żywiec war dem Regierungsgebiet Krakau unterstellt und umfasste folgende Gerichtsbezirke:
- Gerichtsbezirk Saybusch
- Gerichtsbezirk Milówka
- Gerichtsbezirk Jeleśnia

Nachdem im Juni 1849 die allgemeinen Grundzüge der Gerichts- und Verwaltungsreform  durch Kaiser Franz Joseph I. genehmigt worden waren, legten die Ministerien des Inneren, der Finanz und der Justiz 1854 die neue Verwaltungs- und Justizeinteilung fest. Auf oberster Ebene wurden die beiden Verwaltungsgebiete Krakau (Westgalizien) und Lemberg (Ostgalizien) geschaffen, darunter folgten die Kreise und Amtsbezirke. Bei den Bezirksämtern handelte es sich vorerst um gemischte Behörden, denen Aufgaben der Politik, Verwaltung und Justiz zukamen, weshalb der Bezirk Żywiec anfangs deckungsgleich mit dem Gerichtsbezirk Żywiec war. Die Errichtung dieser gemischten Bezirksämter wurde schließlich per 29. September 1855 amtswirksam,
wobei der Bezirk Żywiec gemeinsam mit den Bezirken Andrychów, Biała, Jordanów, Kalwarya, Kenty, Maków, Milówka, Oświęcim, Skawina, Ślemień und Wadowice den Kreis Wadowice bildete.
Nachdem die Kreisämter Ende Oktober 1865 abgeschafft wurden und deren Kompetenzen auf die Bezirksämter übergingen,
schuf man nach dem Österreichisch-Ungarischen Ausgleich 1867 auch die Einteilung des Landes in zwei Verwaltungsgebiete ab. Zudem kam es im Zuge der Trennung der politischen von der judikativen Verwaltung zur Schaffung von getrennten Verwaltungs- und Justizbehörden. Während die gerichtliche Einteilung weitgehend unberührt blieb, fasste man Gemeinden mehrerer Gerichtsbezirke zu Verwaltungsbezirken zusammen.
Der neue politische Bezirk Sajbusch wurde aus folgenden Bezirken gebildet:
- Bezirk Sajbusch
- Bezirk Milówka
- Bezirk Ślemień (Änderung des Sitzes des Bezirksgerichts nach Sucha im Jahre 1906)

Es gab zwei Städte (Żywiec und ab 1896 Sucha) und zwei Marktstädte (Milówka und Ślemień). Im Jahre 1891 wurden Tarnawa Dolna und Tarnawa Górna abgetrennt und an den Bezirk Wadowice angeschlossen.
1906 wurde der Sitz des Gerichtsbezirks Ślemień in Sucha verschoben und die Gemeinden Łękawica, Okrajnik, Łysina, Kocierz Rychwałdzki, Kocierz Moszczanicki, Gilowice, Rychwałd, Rychwałdek und Pewel Ślemieńska an den Gerichtsbezirk Żywiec angeschlossen.
Der Bezirk Żywiec bestand bei der Volkszählung 1910 aus 85 Gemeinden sowie 20 Gutsgebieten und umfasste eine Fläche von 1152,72 km².
Hatte die Bevölkerung 1900 noch 108.629 Menschen umfasst, so lebten hier 1910 119.653 Menschen.
Auf dem Gebiet lebten dabei überwiegend Menschen mit polnischer Umgangssprache (99 %) und römisch-katholischem Glauben (98 %), 1900 gab es 1778 Juden (1,6 %).
Landräte
- Maurycy Wayda (1871)
- Aleksander Janicki von Rola (1879)
- Leopold Morawetz (1882)

## Ortschaften
Auf dem Gebiet des Bezirks bestanden 1910 Bezirksgerichte in Żywiec, Milówka und Sucha, diesen waren folgende Orte zugeordnet:
Gerichtsbezirk Milówka
- Brzuśnik
- Bystra
- Cięcina
  - 3 Ortschaften:
  - Cięcina
  - Przeniczyska
  - Węgierska Górka
- Cisiec
- Kamesznica
- Marktstadt Milówka
  - 2 Ortschaften:
  - Milówka
  - Prusów
- Nieledwia
- Rajcza
  - 2 Ortschaften:
  - Rajcza I
  - Rajcza II
- Rycerka Dolna
- Rycerka Górna
- Sól
  - 3 Ortschaften:
  - Ożna
  - Sól
  - Zwardoń
- Szare
- Ujsoły
  - 4 Ortschaften:
  - Cicha
  - Glinka
  - Ujsoły
  - Złatna
- Żabnica

Gerichtsbezirk Sucha
- Kocoń
- Krzeszów
  - 2 Ortschaften:
  - Krzeszów
  - Targoszów
- Kuków
- Kurów
- Lachowice
- Las
- Pewelka
- Ślemień
- Stryszawa
  - 4 Ortschaften:
  - Czerna
  - Hucisko
  - Stryszawa
  - Zawodzie
- Stadt Sucha

Gerichtsbezirk Saybusch/Żywiec
- Bierna
  - Ortschaften:
  - Bierna
  - Glemieniec
- Czernichów
- Gilowice
- Hucisko
- Isep
- Jeleśnia
- Juszczyna
- Kocierz ad Moszczanica
- Kocierz ad Rychwałd
- Korbielów
  - 2 Ortschaften:
  - Kamienna
  - Korbielów
- Koszarawa
  - 3 Ortschaften:
  - Bystra
  - Cicha
  - Koszarawa
- Krzyżowa
  - 2 Ortschaften:
  - Krzyżowa
  - Krzyżówki
- Łękawica
- Leśna
- Lipowa
  - 4 Ortschaften:
  - Brzeziny
  - Lipowa
  - Poddzielec
  - Podlas
- Łodygowice
- Łysina
- Międzybrodzie
  - 2 Ortschaften:
  - Międzybrodzie
  - Żar
- Moszczanica
  - 3 Ortschaften:
  - Kocurów
  - Moszczanica
  - Rędzina
- Mutne
- Oczków
- Okrajnik
- Ostre
- Pewel Mała
- Pewel Ślemieńska
- Pewel Wielka
  - 2 Ortschaften:
  - Adamki
  - Pewel Wielka
- Pietrzykowice
- Przyborów
- Przyłęków
- Radziechowy
  - 4 Ortschaften:
  - Przybendza
  - Radziechowy
  - Suchedla
  - Twardorzeczka
- Rychwałd
- Rychwałdek
- Sienna
- Słotwina
- Sopotnia Mała
- Sopotnia Wielka
- Sporysz
  - 3 Ortschaften:
  - Obszar
  - Przedmieście
  - Sporysz
- Świnna
  - 2 Ortschaften:
  - Kiełbasów
  - Świnna
- Tresna
  - 2 Ortschaften:
  - Tresna
  - Tresna Mała
- Trzebinia
- Wieprz
- Zabłocie
- Zadziele
- Zarzecze
- Stadt Żywiec
  - 2 Ortschaften:
  - Koleby
  - Żywiec
- Stary Żywiec